# Nachal Asa'el
Nachal Asa'el (hebrejsky נחל עשהאל) je vádí v jižním Izraeli, v Judské poušti.
Začíná v nadmořské výšce okolo 300 metrů, v neosídlené pouštní krajině. Směřuje pak k východu, prudce se zařezává do okolního terénu a klesá do příkopové propadliny Mrtvého moře. Tento strmý pokles je doprovázen skalními stupni, kde se v období dešťů vytvářejí vodopády. Oblast je turisticky využívána. Vádí poté prochází plochou krajinou napříč dnem údolí, podchází dálnici číslo 90 a ústí do Mrtvého moře cca 7 kilometrů jižně od vesnice Ejn Gedi.